# Tupoljev A–3

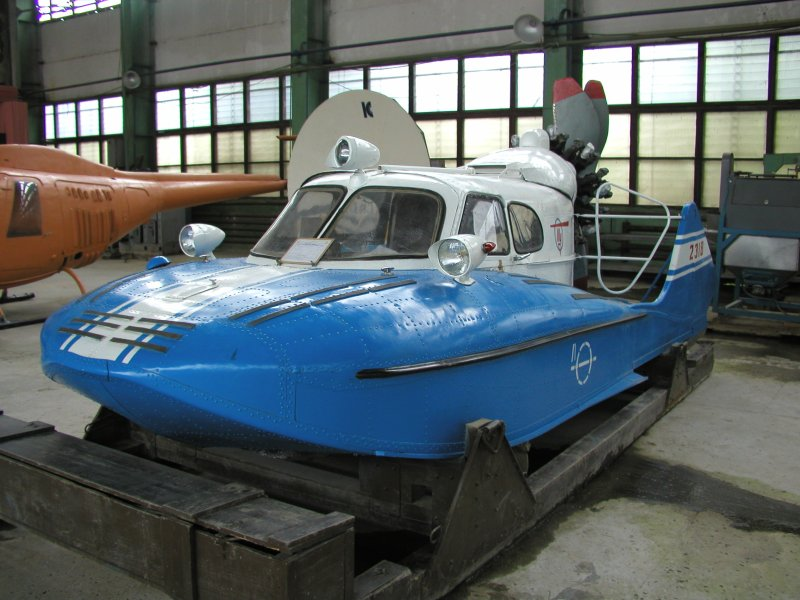
A–3-as kétéltű jármű a dombói helikoptergyárban

Az A–3 szovjet légcsavaros meghajtású kétéltű (vízi–szárazföldi) jármű, melyet a Tupoljev tervezőiroda fejlesztett ki. Vízen siklóhajóként képes közlekedni, jég és hóborítású szárazföldön szánként haladhat. Összefüggő és zaljó jégen, valamint mocsaras területen egyaránt képes közlekedni. Alapvetően a Szovjetunió távoli, lakatlan vidékein az elzárt, úton nehezen megközelíthető helyek kiszolgálására (pl. posta szállítása, mentés, orvosi ellátás) készült. Emellett a kutató-mentő és határőrizeti feladatokra is használták.
A Tupoljev tervezőiroda egy csoportja tervezte 1961-ben, vezetője Gleb Vasziljevics Mahotkin volt. Az első prototípust 1961-ben az Isztrai-víztározón próbálták ki. 1962-ben ezt az első példányt próbaüzembe állították. Sorozatgyártása két repülőgépgyárban folyt, közülük az egyik a dombói Kárpátaljai Helikoptergyár volt. Összesen kb. 800 darab készült a járműből.
Magyarországon négy példányt használt 1970-től az 1980-as évek végéig a Határőrség. Ezek egyik fennmaradt példánya az apátistvánfalvai Határőr Emlékhelyen van kiállítva.